# Panalitos
Panalitos es una localidad peruana ubicada en el distrito de Lancones, perteneciente a la provincia de Sullana del departamento de Piura, al norte del Perú. 

## Ubicación
Panalitos se ubica al noreste de la provincia de Sullana, en el distrito de Lancones, en el departamento de Piura.

## Demografía
En 2017 Panalitos tenía una población de 11 habitantes.
| Gráfica de evolución demográfica de Panalitos entre 1993 y 2017 |
|                                                                 |
| Fuentes: Población 1993 y 2017                                  |